# Mae Whitman
Mae Margaret Whitman (ur. 9 czerwca 1988 w Los Angeles) – amerykańska aktorka.

## Filmografia

### Filmy
- 2018: Good Girls jako Annie Marks
- 2015: The DUFF jako Bianca
- 2012: The Perks Of Being A Wallflower jako Mary Elizabeth
- 2010: Scott Pilgrim kontra świat jako Roxanne Richter
- 2007: Boogeyman 2 jako Alison
- 2006: Bondage jako Angelica
- 2003: Arrested Development jako Ann
- 2001–2002: State of Grace jako Emma Grace McKee
- 2001: Amerykańska rapsodia
- 1999: Invisible Child jako Rebecca 'Doc' Beeman
- 1999: Pora cudów jako Alanna Thompson
- 1998: Ulotna nadzieja jako Bernice Pruitt
- 1998: Fałszywa ofiara jako Libby
- 1997: Merry Christmas, George Bailey jako Zuzu Bailey
- 1996: Szczęśliwy dzień jako Maggie Taylor
- 1996: Dzień Niepodległości jako Patricia Whitmore
- 1996: After Jimmy jako Rosie Stapp
- 1995: W obronie własnej jako Elena Argos
- 1995: Naomi & Wynonna: Love Can Build a Bridge jako młoda Ashley Judd
- 1995: Bye Bye, Love jako Michele Goldman
- 1994: Kiedy mężczyzna kocha kobietę jako Jess Green

### Dubbing
- 2020: The Owl House jako Amity Blight
- 2010: Dzwoneczek i uczynne wróżki jako Dzwoneczek
- 2010: Firedog jako Tara
- 2009: Dzwoneczek i zaginiony skarb jako Dzwoneczek
- 2008–2009: Family Guy jako Popularna dziewczyna #3 (3 odcinki)
- 2008: Dzwoneczek jako Dzwoneczek
- 2005–2008: Awatar: Legenda Aanga jako Katara
- 2005: Amerykański smok Jake Long jako Rose
- 2005: Happy Elf, The jako Molly
- 2004: Pupilek jako Leslie
- 2003: Księga dżungli 2 jako Shanti
- 2002–2004: Fillmore na tropie jako Robin
- 2002: Dzika rodzinka jako Uczennica
- 2000–2002: Pupilek
- 2000–2002: Max Steel jako Jo
- 1997–2004: Johnny Bravo jako Suzy

### Gościnnie
- 2007: Gotowe na wszystko jako Sarah
- 2006: Thief
- 2003: Arrested Development jako Ann Veal
- 2003: Dowody zbrodni jako Eve Kendall
- 1999–2005: Potyczki Amy jako Darcy Mitchell
- 1999–2002: Powrót do Providence jako Frances Carlyle
- 1996–2000: Zdarzyło się jutro jako Amanda Bailey
- 1995–2005: JAG – Wojskowe Biuro Śledcze jako Chloe Madison
- 1994–2000: Szpital Dobrej Nadziei jako Sara Wilmette
- 1994–2004: Przyjaciele jako Sarah Tuttle
- Chirurdzy jako Heather Douglas